# Walter Reicher
Walter Reicher (* 2. Juli 1958 in Kleinpetersdorf, Burgenland) ist ein österreichischer Kulturmanager und Festivalintendant.

## Leben
Walter Reicher studierte Handelswissenschaften an der WU Wien und Theaterwissenschaften an der Universität Wien. Ab 1985 war er drei Jahre lang als Assistent des Direktors des Museums Moderner Kunst in Wien tätig. Reicher war Mitbegründer und Dozent am Zentrum für Kultur und Management (ICCM Salzburg) (1988–2002). 
Von 1988 bis 2017 war Reicher Intendant der Haydn Festspiele in Eisenstadt. Seit 1993 ist er Generalsekretär der Internationalen Joseph Haydn Privatstiftung Eisenstadt.

## Auszeichnungen
- 1996 Silbernes Ehrenzeichen für Verdienste um die Republik Österreich
- 1999 Verdienstkreuz in Gold für Verdienste um die Landeshauptstadt Freistadt Eisenstadt
- 2009 Verleihung des Berufstitels Professor
- 2014 Komturkreuz des Landes Burgenland
- 2021 Ehrenkreuz I. Klasse für Wissenschaft und Kunst[1]